# Odorrana graminea
Odorrana graminea es una especie de anfibio anuro de la familia Ranidae.

## Distribución geográfica
Esta especie habita:
- en el sudeste de la República Popular China desde las provincias de Fujian, Zhejiang y Anhui hasta las provincias de Gansu, Sichuan, Yunnan y Hainan;
- en el norte de Vietnam en la provincia de Lạng Sơn.[4]

Su presencia es incierta en el norte de Laos y el noreste de Birmania.

## Publicación original
- Boulenger, 1900 "1899" : On the reptiles, batrachians, and fishes collected by the late Mr. John Whitehead in the interior of Hainan. Proceedings of the Zoological Society of London, vol. 1999, p. 956-962[5]